# 푸트라자야
푸트라자야(Putrajaya)는 말레이시아의 새로운 행정 수도로 개발중인 연방 직할구 가운데 하나로 수도 쿠알라룸푸르에서 남쪽으로 약 25km 정도 떨어진 곳에 위치해 있다. 1999년 수도 쿠알라룸푸르의 과밀화 및 혼잡을 줄이기 위해 2010년까지 정부 청사를 이 지역으로 이전했다. 그렇지만 쿠알라룸푸르는 상업과 금융의 중심지로 여전히 말레이시아의 수도로 남아있으며, 왕실과 입법부는 아직도 쿠알라룸푸르에 있다. 푸트라자야는 마하티르 빈 모하맛 전 총리의 아이디어로 설립되었다. 2001년 쿠알라룸푸르(1974년)와 라부안(1984년)에 이어 세 번째 연방 직할구가 되었다.
말레이시아의 초대 총리인 툰쿠 압둘 라만 푸트라의 이름을 따서 지어졌으며, 멀티미디어 수퍼 커리더(Multimedia Super Corridor; MSC)의 하나로 최근에 개발된 사이버자여 근처에 있다. "푸트라"는 산스크리트어로 "왕자", "남자아이"를 뜻하며 "자야"는 "성공", "승리"를 뜻한다(현지에서는 '푸트라자여/푸트르자여'처럼 발음). 중국어로는 부청(중국어: 布城, 병음: Bù chéng)이라고 부른다. 1990년대 초기부터 개발이 시작되었으며 오늘날 주요 랜드마크로 완성됨에 따라 근미래에 인구가 지속적으로 성장할 것으로 보인다.
세계적으로 '성공한 행정도시'로 평가받고 있으며, 대한민국의 신행정수도인 세종특별자치시의 롤모델이 되기도 했다.

## 역사

푸트라자야의 구(區)

푸트라자야는 원래 프랑브사르(ڤراڠ بسر)였으며, 1918년 이곳을 지배하고 있던 영국에 의해 아이르히탐(Air Hitam)이란 이름으로 처음 발견되었다. 발견 당시 면적은 800에이커(3.2km2)였으나 그의 10배인 8000에이커(32km2)로 확장되었으며, 주변 지역인 에스테트라즈알랑(Estet Raja Alang), 에스테트갤러웨이(Estet Galloway), 에스테트부킷프랑(Estet Bukit Prang)과 합쳐졌다.
1980년대 후반부터 마하티르 빈 모하맛 전 총리의 제창으로 쿠알라룸푸르를 대체할 신행정수도를 신설하는 비전에 따라 시작되었다. 새 도시는 쿠알라룸푸르와 쿠알라룸푸르 국제공항(KLIA) 사이에 계획되었다.
말레이시아 연방정부는 슬랑오르 주정부와 새로운 연방 직할구의 설치에 대한 논의했으며, 1990년대 중반 연방정부는 엄청난 돈을 투자해 슬랑오르 주 프랑브사르의 11,320에이커(45.8km2)의 땅을 사들였다. 이리하여 슬랑오르 주에는 두 개의 위요지가 생겼는데, 그것이 바로 쿠알라룸푸르와 푸트라자야이다.
표어대로 "정원과 지능의 도시"로 계획됨에 따라, 영토의 38%가 자연적 풍경을 강조하는 녹지로 조성되어 있다. 열린 넓은 망과 넓은 도로는 당초 계획에 포함되어 있었다. 1995년 8월부터 건설이 시작되었으며 이는 말레이시아 최대의 프로젝트이자 미화 약 81억불을 투자한 동남아 최대의 프로젝트의 하나로 꼽힌다. 프로젝트 자체가 말레이시아 회사에 의해 설계 및 건축되었으며 겨우 10%의 수입산 재료만이 사용되었다.
1997년 ~ 1998년에 걸쳐 아시아에서 일어난 경제 위기로 푸트라자야의 건설이 다소 지연되었다. 1999년 300명의 총리실 직원들이 푸트라자야로 이동했으며, 남아있던 공무원들은 2005년에 이동했다. 2001년 2월 1일 마하티르 총리는 푸트라자야가 연방 직할구로 승격되었음을 선언했으며 슬랑오르 주의 군(郡)에서 양도되었음을 기념하는 행사가 치러졌다.
2002년 쿠알라룸푸르-푸트라자야-KLIA(스팡)를 잇는 KLIA 공항철도가 개통되었다. 하지만 푸트라자야의 전철로 계획되었던 푸트라자야 모노레일의 개통이 예산문제로 유예되었다. 이로 인해 모노레일이 달리는 다리가 무용지물로 남아있다.
2007년 푸트라자야의 인구가 3만 명을 돌파했으며, 주로 정부 공무원들로 구성되어 있다. 정부 공무원들은 정부보조금 및 대출제도의 촉진을 위해 이곳으로 올 것을 장려하고 있다. 2010년 대부분의 정부 청사들이 이곳으로 완전히 이전되었다.
2013년 4월 푸트라자야 정부는 대한민국의 세종시 정부와 교류협약을 체결했다.

## 기후
| Putrajaya의 기후         | Putrajaya의 기후 | Putrajaya의 기후 | Putrajaya의 기후 | Putrajaya의 기후 | Putrajaya의 기후 | Putrajaya의 기후 | Putrajaya의 기후 | Putrajaya의 기후 | Putrajaya의 기후 | Putrajaya의 기후 | Putrajaya의 기후 | Putrajaya의 기후 | Putrajaya의 기후 |
| 월                       | 1월              | 2월              | 3월              | 4월              | 5월              | 6월              | 7월              | 8월              | 9월              | 10월             | 11월             | 12월             | 연간             |
| ------------------------ | ---------------- | ---------------- | ---------------- | ---------------- | ---------------- | ---------------- | ---------------- | ---------------- | ---------------- | ---------------- | ---------------- | ---------------- | ---------------- |
| 일평균 최고 기온 °C (°F) | 31.1 (88.0)      | 31.9 (89.4)      | 32.4 (90.3)      | 32.2 (90.0)      | 32.0 (89.6)      | 31.7 (89.1)      | 31.4 (88.5)      | 31.3 (88.3)      | 31.3 (88.3)      | 31.2 (88.2)      | 31.1 (88.0)      | 31.0 (87.8)      | 31.6 (88.8)      |
| 일일 평균 기온 °C (°F)   | 26.5 (79.7)      | 27.1 (80.8)      | 27.4 (81.3)      | 27.6 (81.7)      | 27.7 (81.9)      | 27.4 (81.3)      | 27.0 (80.6)      | 27.0 (80.6)      | 26.9 (80.4)      | 26.9 (80.4)      | 26.9 (80.4)      | 26.7 (80.1)      | 27.1 (80.8)      |
| 일평균 최저 기온 °C (°F) | 22.0 (71.6)      | 22.3 (72.1)      | 22.5 (72.5)      | 23.1 (73.6)      | 23.4 (74.1)      | 23.1 (73.6)      | 22.6 (72.7)      | 22.8 (73.0)      | 22.6 (72.7)      | 22.7 (72.9)      | 22.8 (73.0)      | 22.4 (72.3)      | 22.7 (72.8)      |
| 평균 강수량 mm (인치)    | 168 (6.6)        | 150 (5.9)        | 227 (8.9)        | 250 (9.8)        | 188 (7.4)        | 118 (4.6)        | 121 (4.8)        | 154 (6.1)        | 176 (6.9)        | 254 (10.0)       | 268 (10.6)       | 233 (9.2)        | 2,307 (90.8)     |
| 출처: Climate-Data.org   |                  |                  |                  |                  |                  |                  |                  |                  |                  |                  |                  |                  |                  |

## 정치
2012년 거의 모든 정부 시설들이 푸트라자야로 이전되었다. 현재 국제무역산업부, 국방부, 노동부만이 쿠알라룸푸르에 남아있다.
다음은 푸트라자야에 있는 정부 시설들이다.
| 번호 | 기관                   | 원어명                                                          |
| ---- | ---------------------- | --------------------------------------------------------------- |
| 1    | 총리실                 | Jabatan Perdana Menteri                                         |
| 2    | 청년체육부             | Kementerian Belia dan Sukan                                     |
| 3    | 내무부                 | Kementerian Dalam Negeri                                        |
| 4    | 지역개발부             | Kementerian Kemajuan Luar Bandar dan Wilayah                    |
| 5    | 주택지방정부부         | Kementerian Perumahan dan Kerajaan Tempatan                     |
| 6    | 보건부                 | Kementerian Kesihatan                                           |
| 7    | 재무부                 | Kementerian Kewangan                                            |
| 8    | 정보통신부             | Kementerian Komunikasi dan Multimedia                           |
| 9    | 외무부                 | Kementerian Luar Negeri                                         |
| 10   | 교육부                 | Kementerian Pendidikan                                          |
| 11   | 관광문화부             | Kementerian Pelancongan dan Kebudayaan                          |
| 12   | 교통부                 | Kementerian Pengangkutan                                        |
| 13   | 국내무역소비자부       | Kementerian Perdagangan Dalam Negeri, Koperasi dan Kepenggunaan |
| 14   | 농공업부               | Kementerian Pertanian dan Industri Asas Tani                    |
| 15   | 농업상품부             | Kementerian Perusahaan Perladangan dan Komoditi                 |
| 16   | 과학기술혁신부         | Kementerian Sains, Teknologi dan Inovasi                        |
| 17   | 천연자연환경부         | Kementerian Sumber Asli dan Alam Sekitar                        |
| 18   | 인적자원부             | Kementerian Sumber Manusia                                      |
| 19   | 연방직할구부           | Kementerian Wilayah Persekutuan                                 |
| 20   | 에너지녹색기술수자원부 | Kementerian Tenaga, Teknologi Hijau dan Air Malaysia            |

## 공공 시설
- 퍼르다느 푸트르 – 총리실
- 스리 퍼르다느 – 총리 관저
- 스리 사트리으 - 부총리 관저
- 정의의 광장
- 재무부
- 위스므 푸트르 – 외무부
- 믈라와티 국립 광장
- 이스타느 다룰 에흐산
- 푸트라자야 컨벤션 센터
- 퍼르다느 리더쉽 파운데이션
- 헤리티지 스퀘어
- 슬르르 푸트르
- 수크 푸트라자야
- 9번구 근린 센터
- 16번구 근린 센터
- 푸트르 모스크

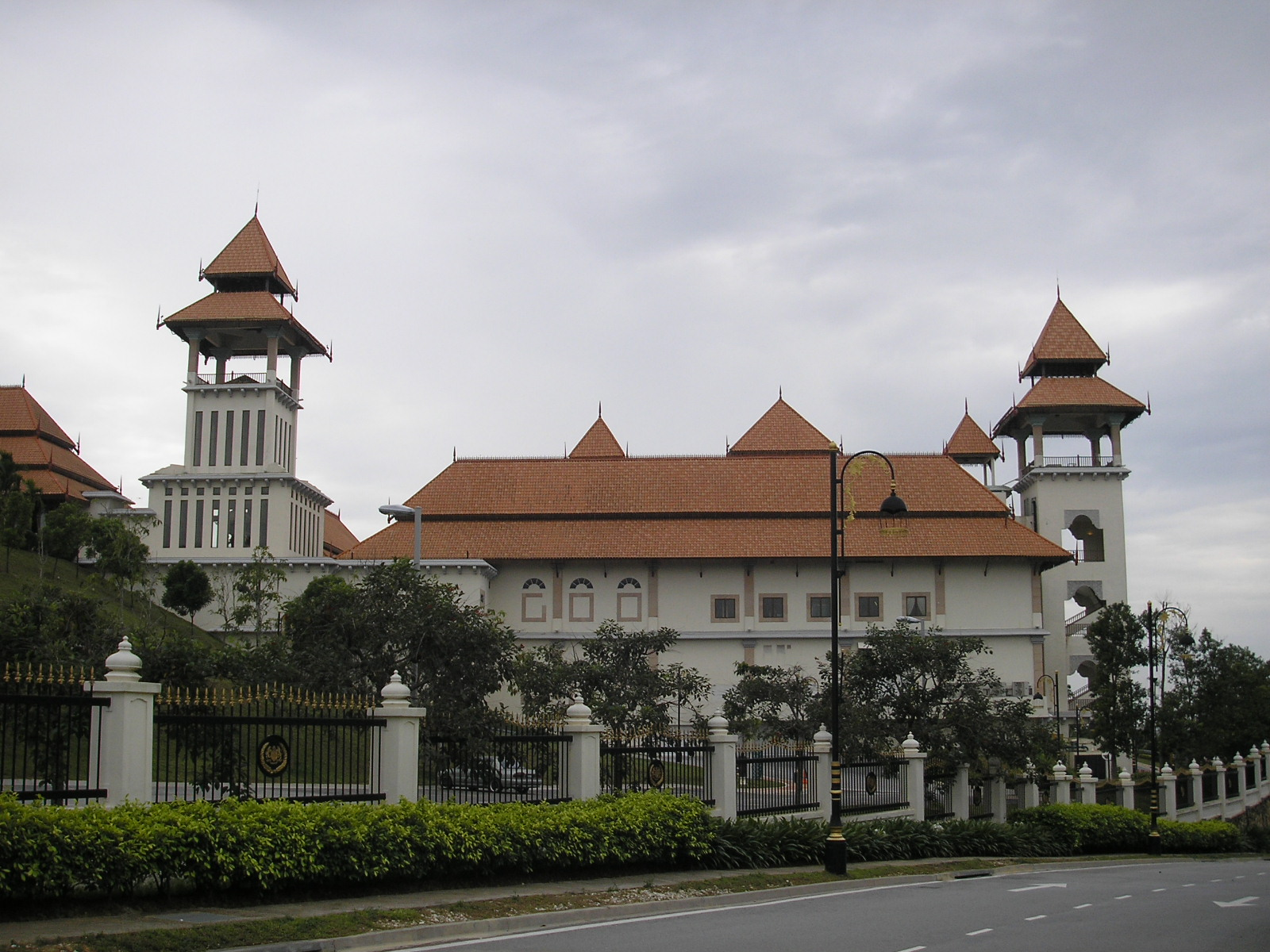
믈라와티 국립 광장

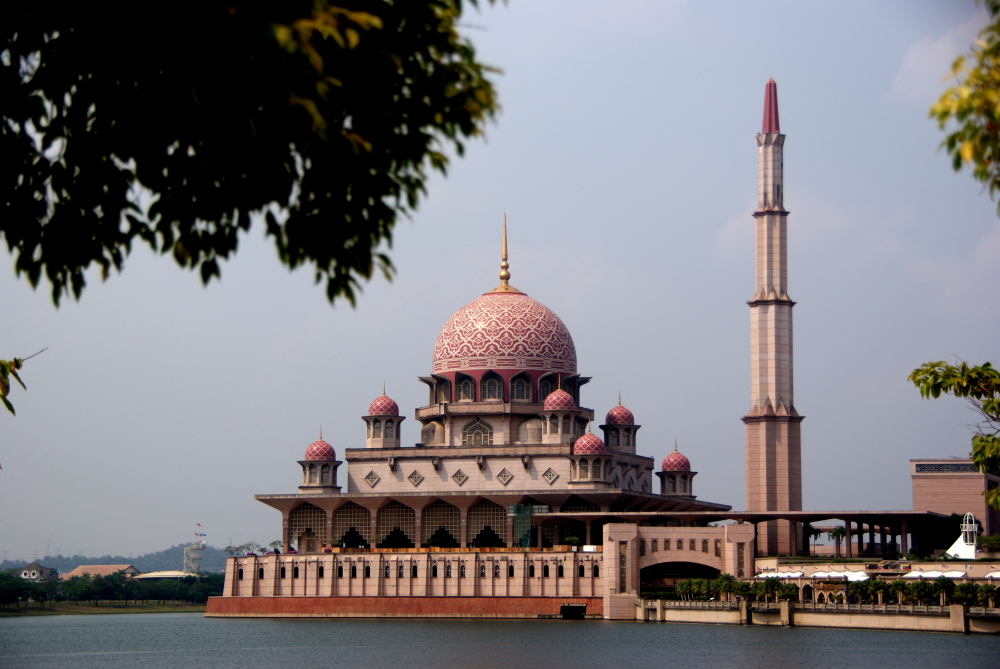
푸트르 모스크

- 투앙쿠 미잔 자이날 아비딘 모스크 (아이언 모스크(Masjid Besi)라고도 함)

### 기념비
- 푸트라자야 랜드마크
- 새천년 기념비
- 국가 영웅 광장

### 공공 용지
- 푸트라자야 호수
- 푸트라자야 독립광장
- 푸트라자야 저수지
- 남부공원 (20번구)
- 푸트라자야 식물원 - 말레이시아 최대의 식물원(92헥타르)[6]

## 행정 구역
총 21개의 구(presint)로 구성되어 있으며(일반 구는 20개), 이들은 또 36개의 동(sub-zone)으로 나뉜다. 다음은 그 구들이다.
- 1번구 (Presint 1)
- 2번구 (Presint 2)
- 3번구 (Presint 3)
- 4번구 (Presint 4)
- 5번구 (Presint 5)
- 6번구 (Presint 6)
- 7번구 (Presint 7)
- 8번구 (Presint 8)
- 9번구 (Presint 9)
- 10번구 (Presint 10)
- 11번구 (Presint 11)
- 12번구 (Presint 12)
- 13번구 (Presint 13)
- 14번구 (Presint 14)
- 15번구 (Presint 15)
- 16번구 (Presint 16)
- 17번구 (Presint 17)
- 18번구 (Presint 18)
- 19번구 (Presint 19)
- 20번구 (Presint 20)
- 외교구 (Presint Diplomatik)

## 주민
2010년 현재 인구는 총 67,964명이다. 97.4%가 무슬림으로 푸트라자야는 말레이시아에서 무슬림의 비중이 가장 높은 행정 구역이다. 그 밖에 1.0%의 힌두교도, 0.9%의 기독교도, 0.4%의 불교도가 있으며 나머지 0.3%는 기타 종교 또는 무교도이다. 행정수도로 계획된 도시의 특성상 주민의 대부분이 정부 관계자들 또는 그들의 일가족들이다.

## 교육

### 유치원
- 브레이니 번치 국제 몬테소리 유치원

### 초등학교
- 푸트라자야9번구1동초등학교
- 푸트라자야8번구1동초등학교
- 푸트라자야16번구1동초등학교
- 푸트라자야11번구1동초등학교
- 푸트라자야8번구2동초등학교
- 푸트라자야9번구2동초등학교
- 푸트라자야16번구2동초등학교
- 푸트라자야11번구3동초등학교
- 푸트라자야14번구1동초등학교
- 푸트라자야11번구2동초등학교
- 푸트라자야18번구1동초등학교
- 푸트라자야18번구2동초등학교
- 푸트라자야5번구1동초등학교
- 푸트라자야술탄알람샤흐학교

### 중학교
- 푸트라자야8번구1동중학교
- 푸트라자야9번구1동중학교
- 푸트라자야16번구1동중학교
- 푸트라자야11번구1동중학교
- 푸트라자야9번구2동중학교
- 푸트라자야14번구1동중학교
- 푸트라자야11번구2동중학교
- 푸트라자야18번구1동중학교
- 푸트라자야5번구1동중학교
- 푸트라자야술탄알람샤흐학교

### 대학교
푸트라자야 내에 대학교는 없다. 대신에 슬랑오르 주의 인근 지역들에 대학들이 조금 있는데 이 중 말레이시아 대학교는 1개 뿐이다. 미국 대학교인 존스 홉킨스 대학교의 분교가 있다.
- 퍼르다느 왕실 외과 대학교 아일랜드
- 존스 홉킨스 대학교
- Herriot-Watt 대학

### 국제학교
- 넥서스 인터내셔널 스쿨 푸트라자야

## 교통
쿠알라룸푸르의 KL 센트럴 역에서 KLIA 트랜시트나 KLIA 엑스프레스 열차를 타고 2개 역을 가면 30분 이내에 푸트라자야 역에 도착할 수 있다. 주말에는 프리투어를 이용할 수 있으며 평일에도 택시를 2시간 동안 빌려서 둘러 볼 수 있다. 2011년 현재 75링깃 이상이다.

### 다리

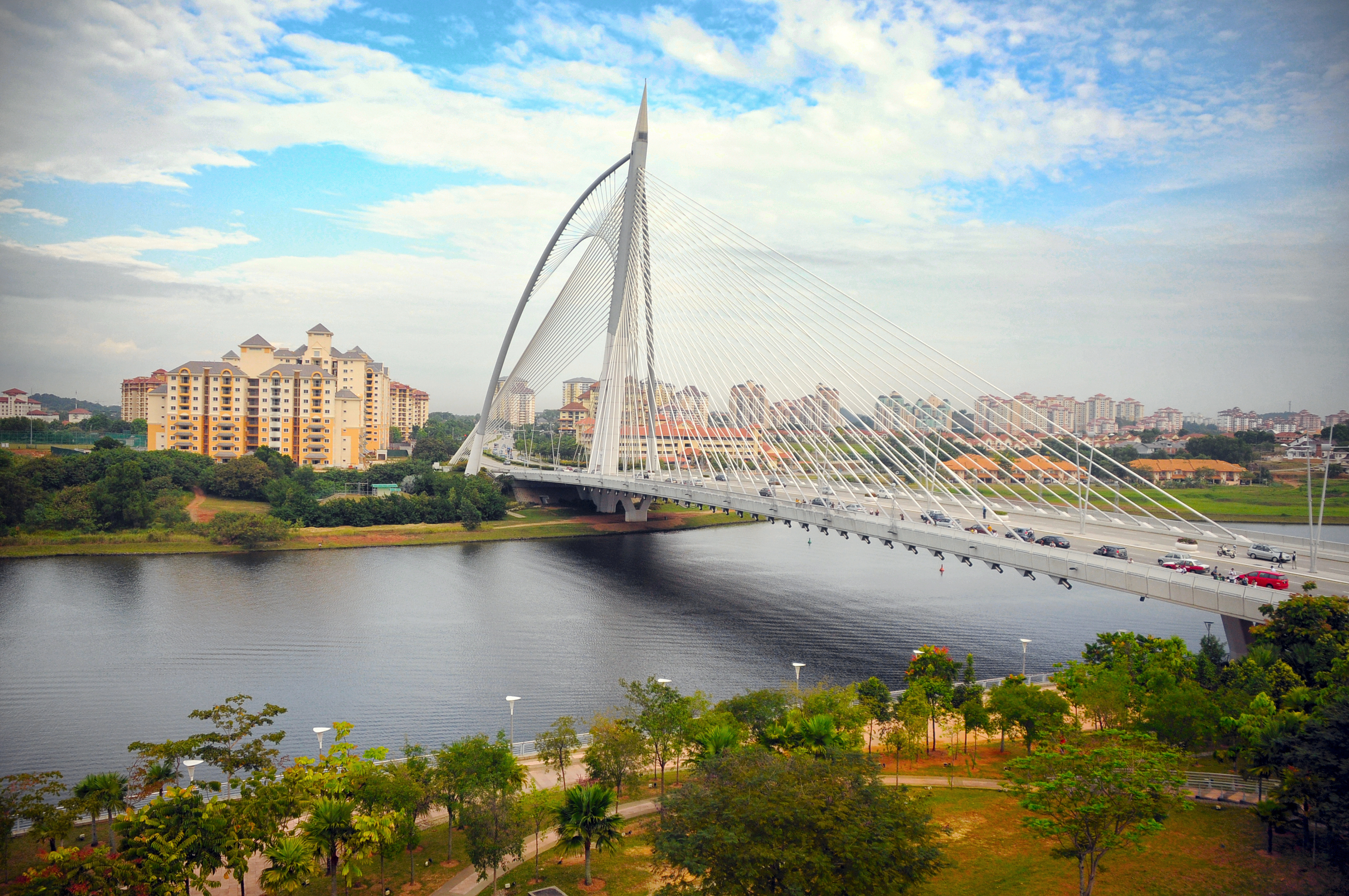
스리 와와산 다리

- 스리 퍼르다느 다리
- 푸트르 다리
- 스리 와와산 다리
- 스리 박티 다리
- 스리 사우자느 다리
- 스리 브스타리 다리
- 스리 스티으 다리
- 스리 그밀랑 다리
- 멈춰버린 모노레일 다리

### (고속)도로
- 퍼르시아란 퍼르스쿠투안
- 퍼르시아란 술탄 살라후딘 압둘 아지즈 샤흐 (지름 3.5km로 세계 최대의 로터리)
- 퍼르시아란 우타르
- 르부흐 슨토스
- 퍼르시아란 바랏
- 퍼르시아란 슬라탄
- 퍼르시아란 티무르
- 퍼르시아란 퍼르다느 (대로)

## 갤러리

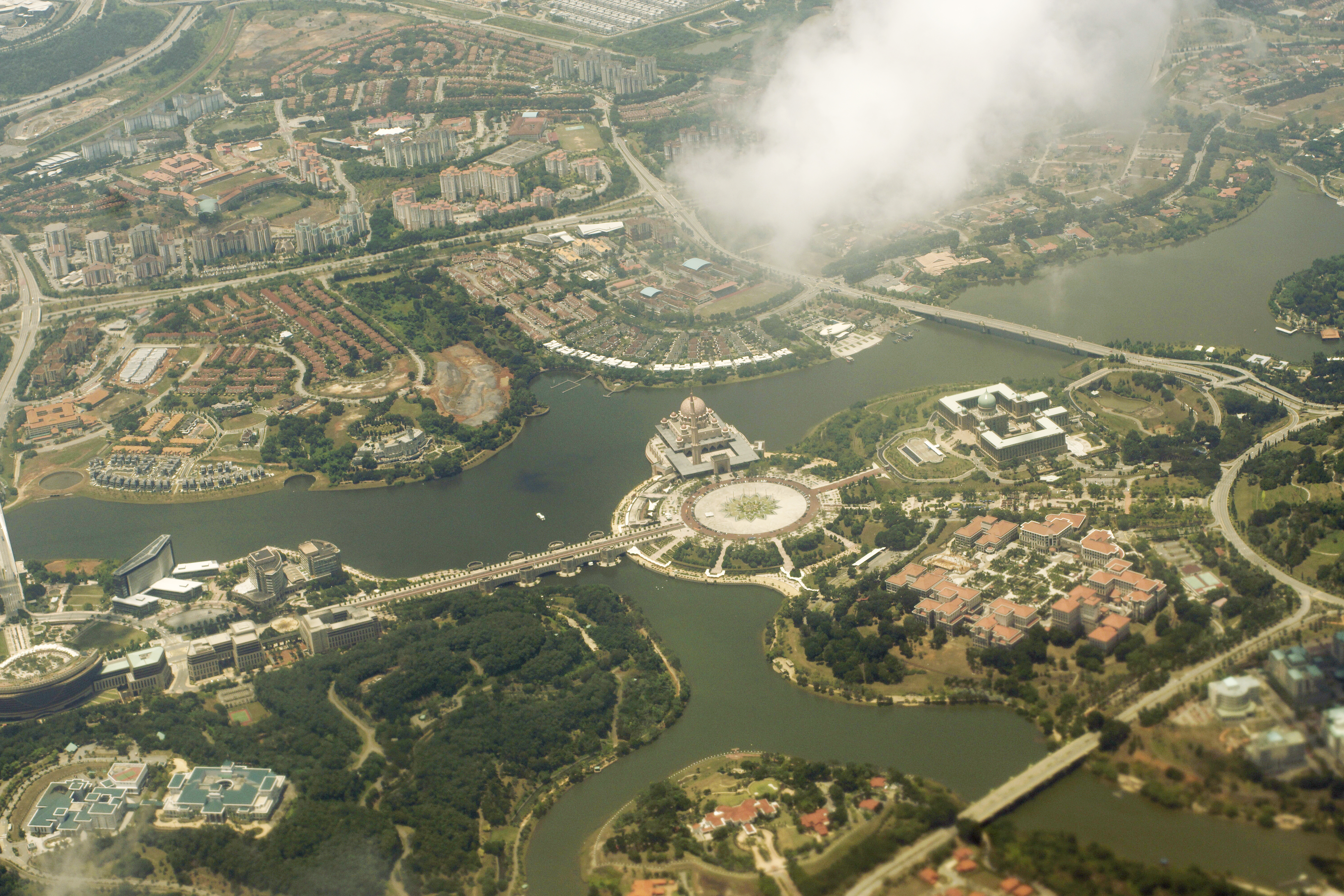
항공사진 (2013년 10월)
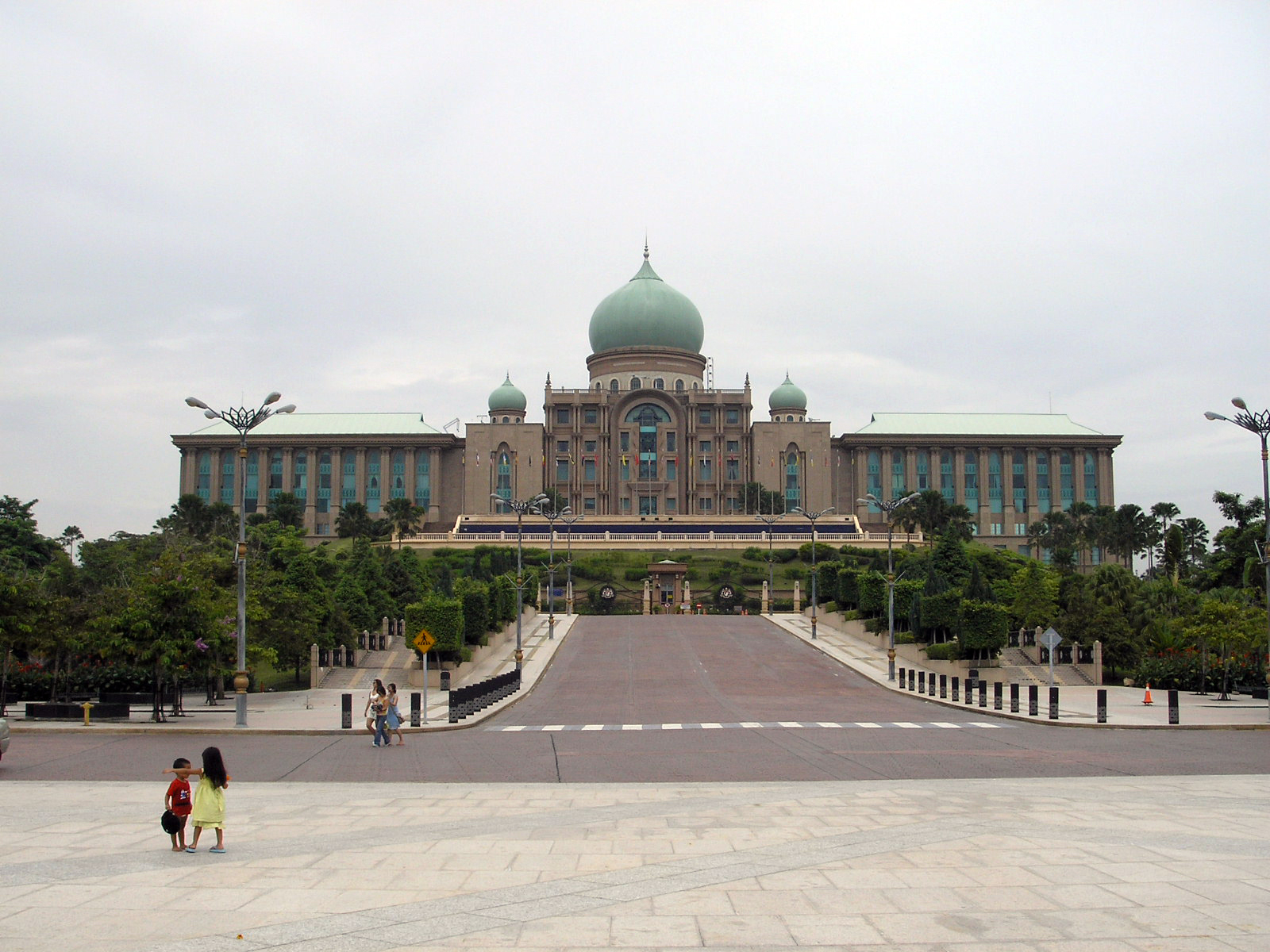
퍼르다느 푸트르
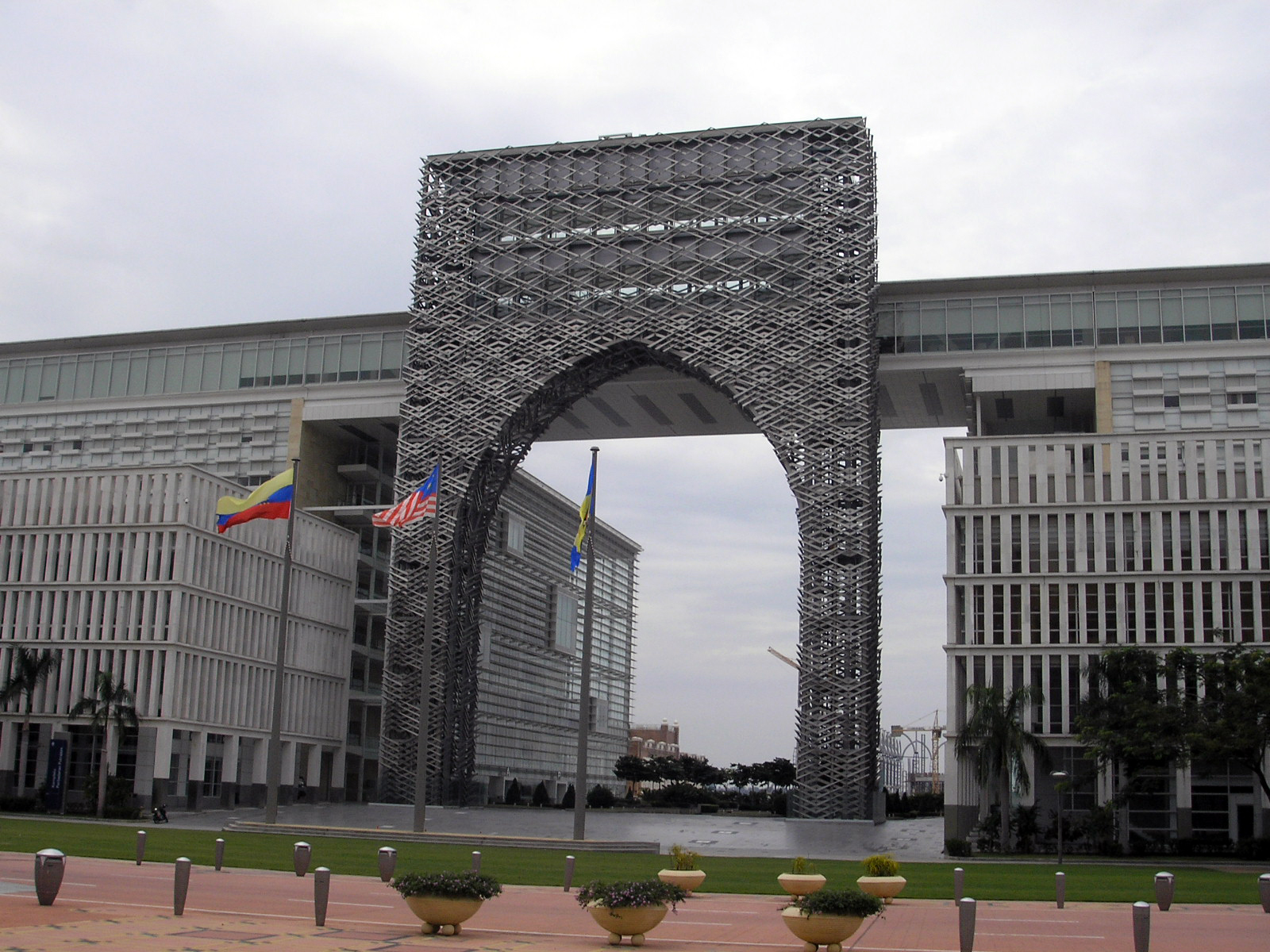
퍼르바다난 정부 단시
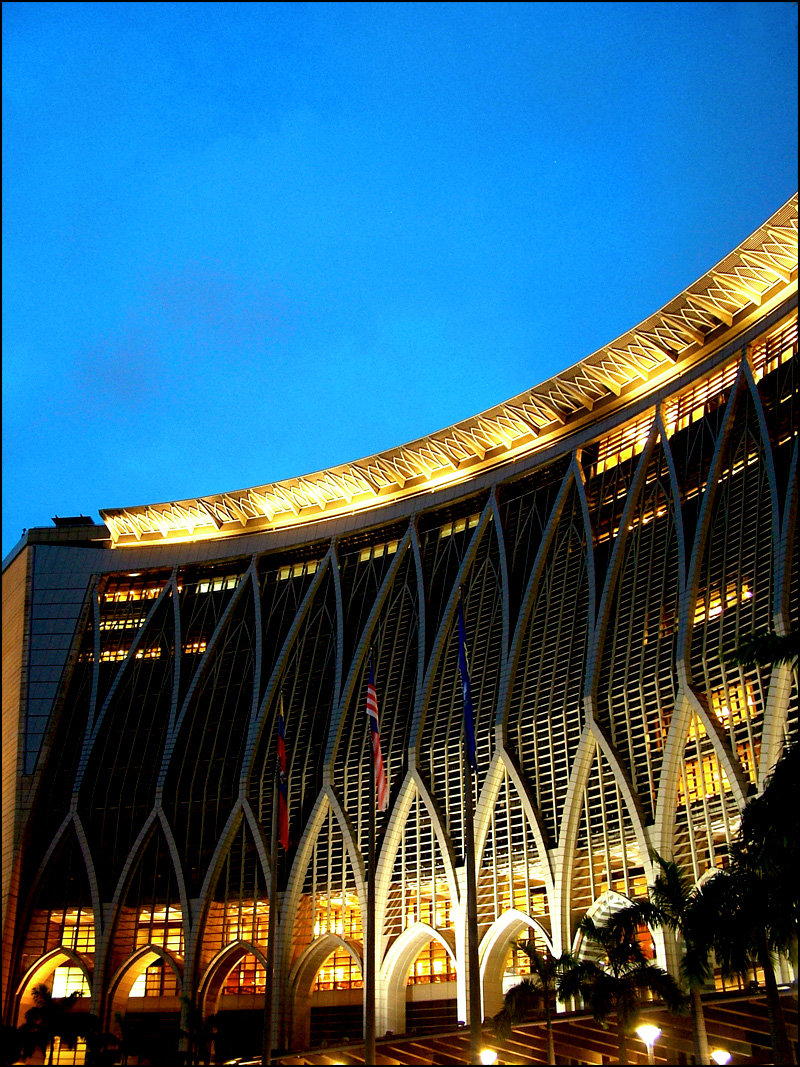
재무부 단지
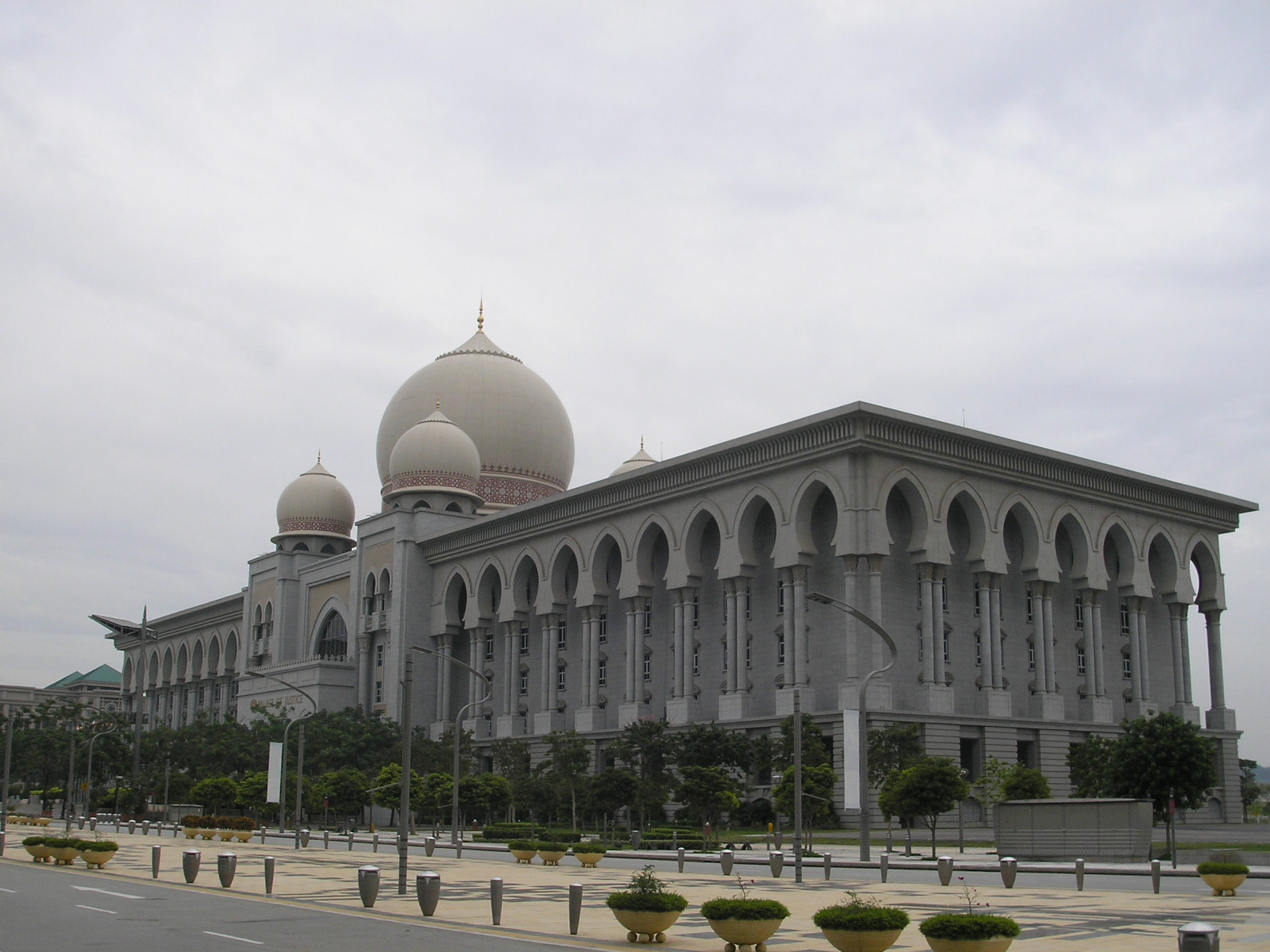
사법부
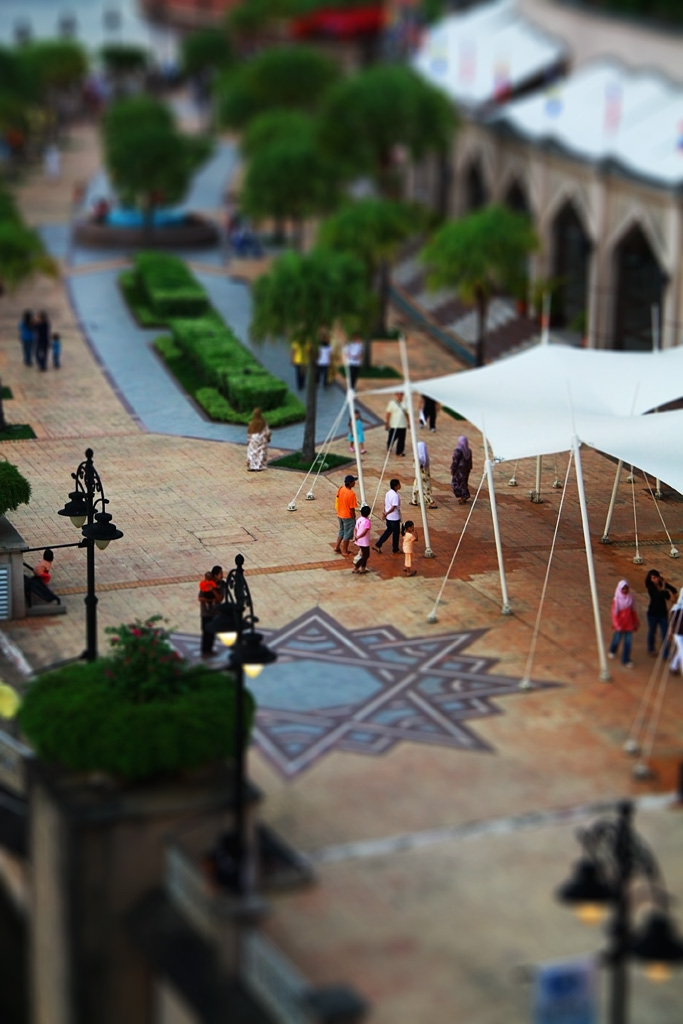
푸트라자야를 걸어다니는 사람들
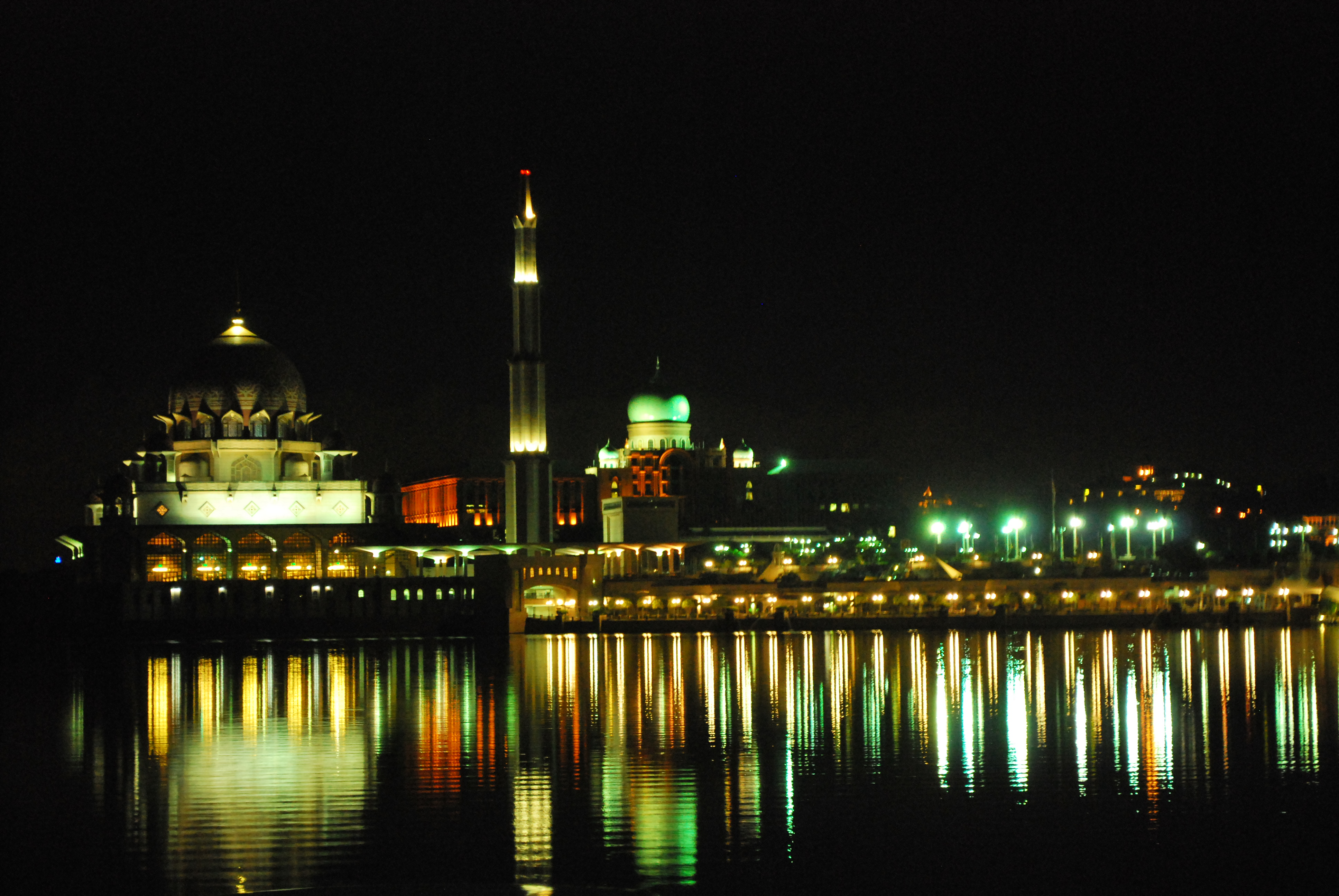
푸트르 모스크에서 찍은 총리실 야경
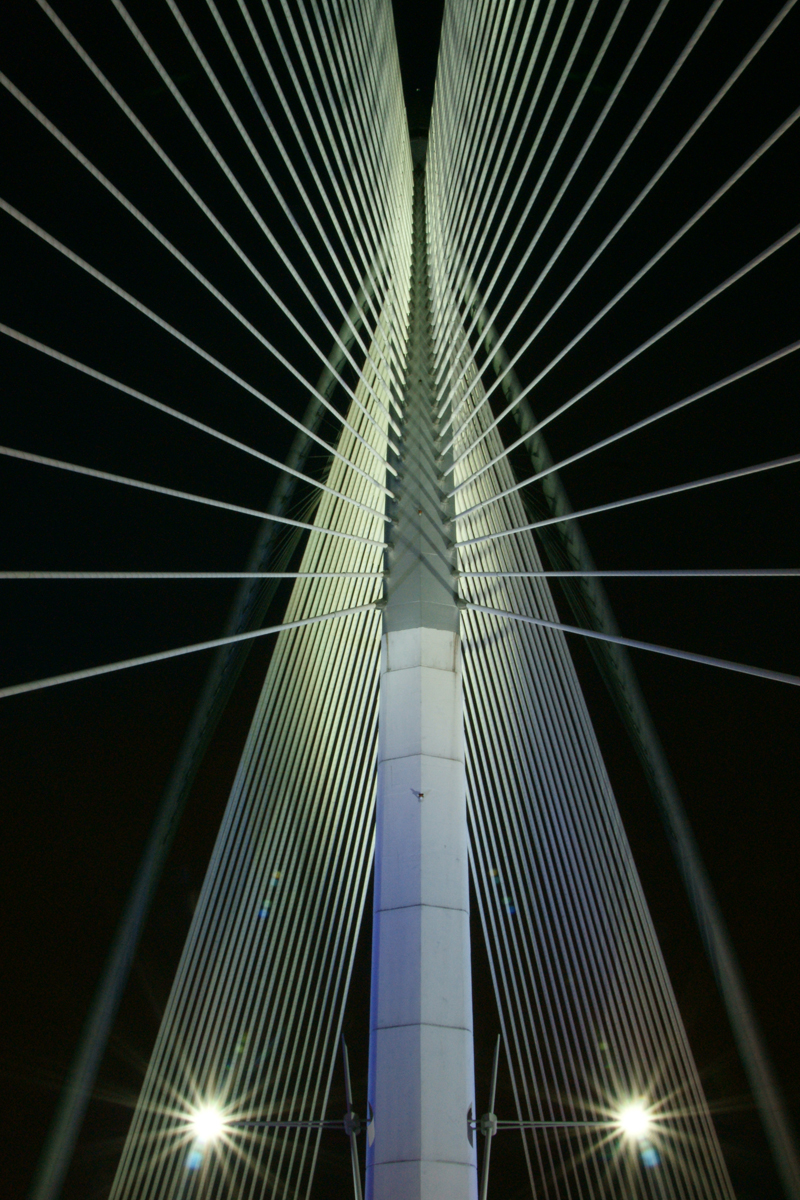
스리 와와산 다리의 내부 모습
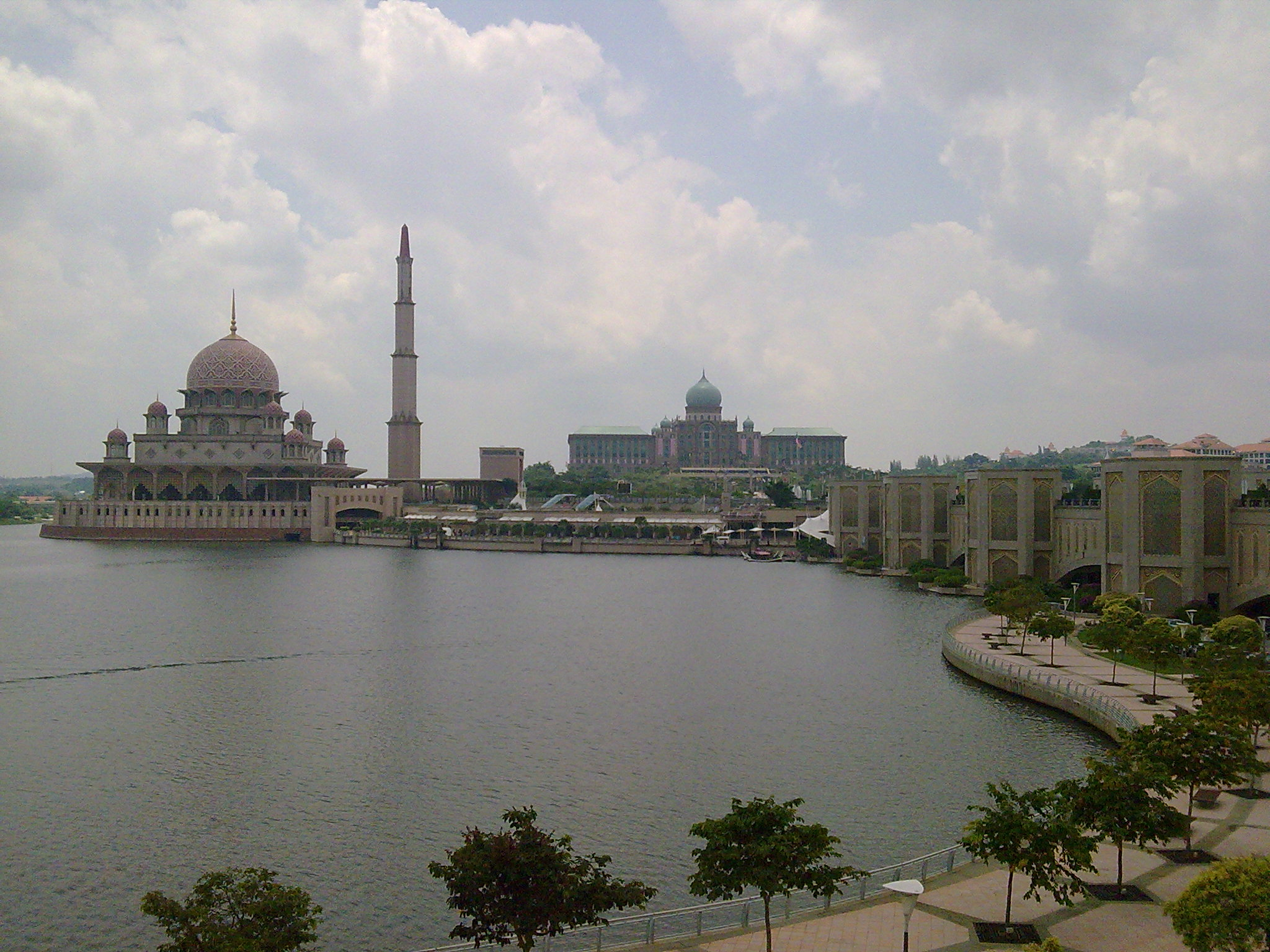
총리실을 배경으로 두고 찍은 푸트르 모스크
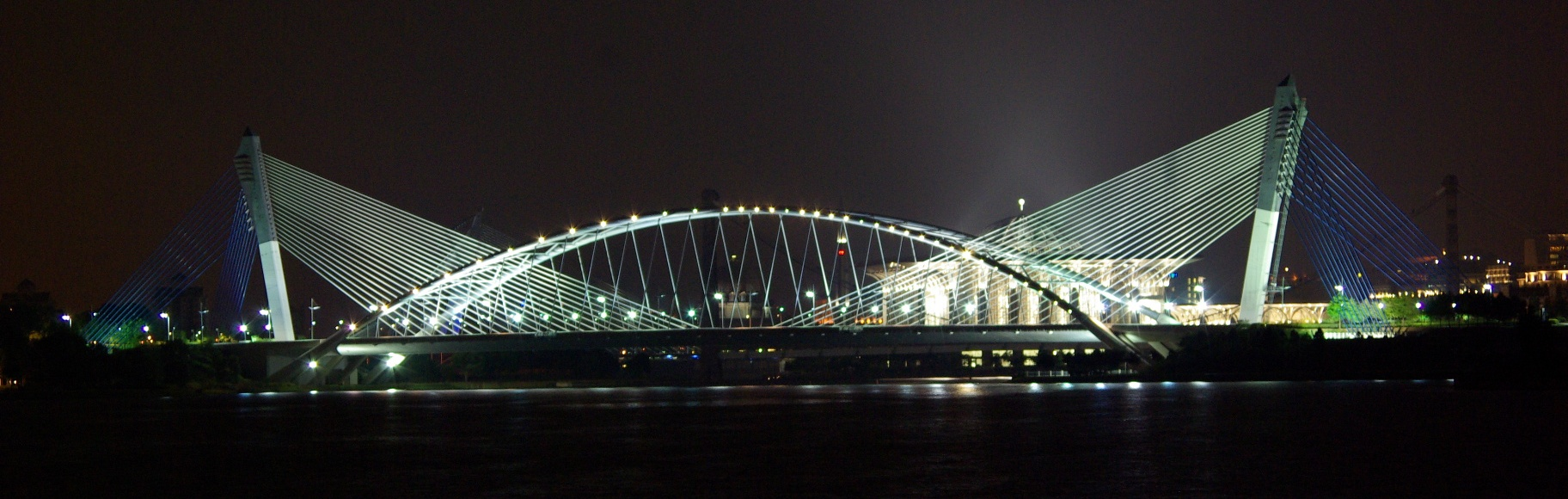
스리 사우자느 다리 야경
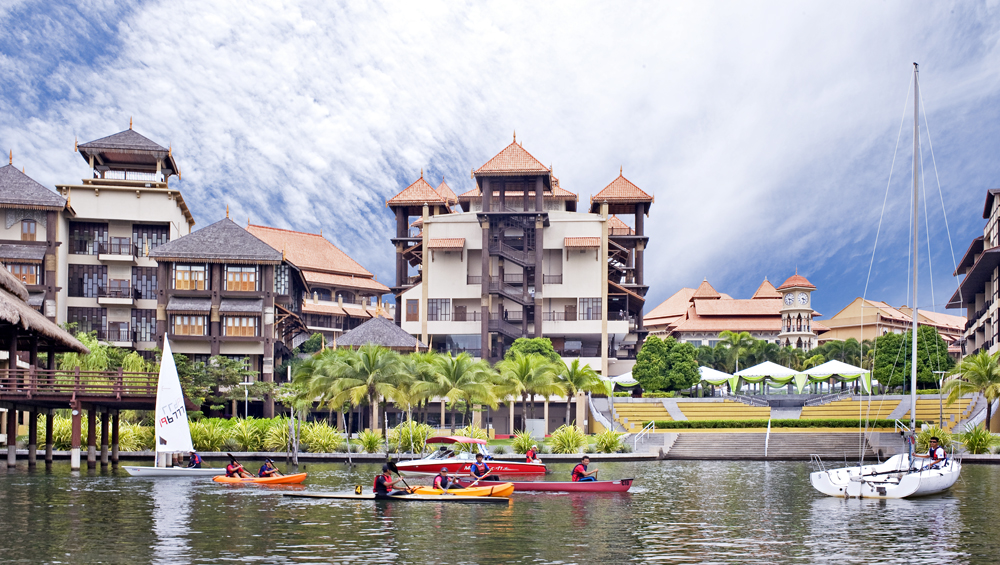
풀맨 푸트라자야 호수 호텔
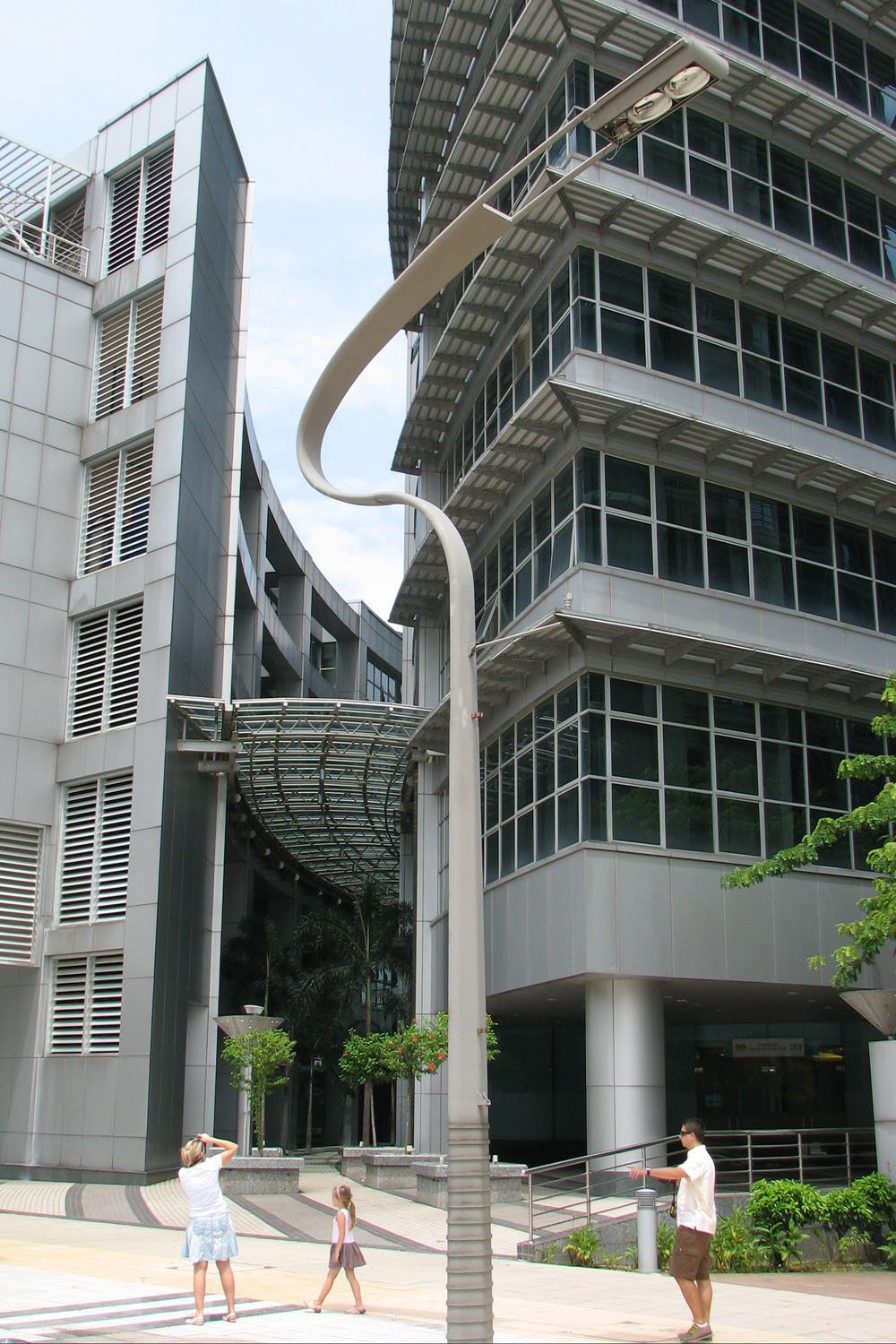
가로등을 포함한 현대 예술품